# Allobates fuscellus
Allobates fuscellus (synoniem: Colostethus fuscellus) is een kikkersoort uit de familie van de Aromobatidae. De wetenschappelijke naam van de soort is voor het eerst geldig gepubliceerd in 2002 door Victor Morales.
Deze soort is gevonden in de stroomgebieden van de rivier de Juruá en de rivier de Ituxi, en ook in de deelstaat Rondônia, in Brazilië, op 60 tot 250 meter boven zeeniveau. De soort komt voor in het regenwoud en is tolerant ten opzichte van een zekere mate van aantasting van de habitat. A. fuscellus legt haar eieren op het land, en de larven worden vervolgens door de ouders naar het water gebracht, waar ze zich verder ontwikkelen.